# Zona de libre expresión

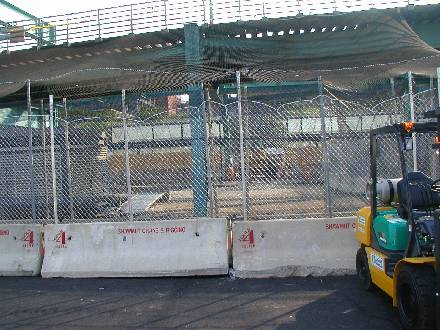
Zona de libre expresión creada por las autoridades locales para la Convención Nacional Demócrata de 2004 en Boston

Las zonas de libre expresión (en inglés: Free speech zones), también conocidas como zonas de primera enmienda (en inglés: First Amendment zones), jaulas de libre expresión (en inglés: Free speech cages) y zonas de protesta (en inglés: protest zones), son áreas dispuestas en lugares públicos de Estados Unidos para propósitos de protesta política. Aunque la primera enmienda de la constitución de Estados Unidos garantiza la libertad de expresión, la existencia de tales zonas está basada en decisiones judiciales que estipulan que el gobierno está en facultad de regular el tiempo, lugar y modo de la expresión, mas no su contenido.
Las zonas de libre expresión han sido usadas en varios eventos políticos. El propósito declarado de las zonas de libre expresión es proteger la seguridad de los asistentes al evento político o la de los manifestantes. Los críticos, sin embargo, consideran que las zonas de libre expresión son "orwellianas" y que las autoridades las usan de manera arbitraria para censurar manifestantes poniéndolos fuera de vista de los medios de comunicación y los dignatarios asistentes al evento político. Además, los críticos también argumentan que tales zonas son usadas como una forma de censura y manejo de relaciones públicas para ocultar la existencia del descontento popular a la ciudadanía y la clase política. Aunque las autoridades generalmente niegan enfocarse en manifestantes específicamente, estas negaciones en varias ocasiones han sido contradichas por posteriores testimonios en los tribunales. La Unión Estadounidense por las Libertades Civiles ha entablado varias demandas al respecto, con diversos grados de éxito.
Muchas universidades establecieron zonas de libre expresión en sus instalaciones en los años 60 y 70 a raíz de las protestas contra la Guerra de Vietnam. En años recientes, varias de esas universidades han revisado o retirado tales zonas como consecuencia de protestas estudiantiles y acciones legales.
Este sistema ha sido utilizado en otras naciones.